# Новоягодне
Новоя́годне (рос. Новоягодне) — присілок у складі Юргинського округу Кемеровської області, Росія.

## Населення
Населення — 27 осіб (2010; 46 у 2002).
Національний склад (станом на 2002 рік):
- росіяни — 76 %